# Hanayamata
Hanayamata (ハナヤマタ), stylisé en HaNaYaMaTa, est un manga écrit et dessiné par Sō Hamayumiba. Il est prépublié depuis 2011 dans le magazine Manga Time Kirara Forward et compilé en volumes reliés par Hōbunsha. La version française est publiée par Doki-Doki depuis août 2013. Une adaptation en anime produite par le studio Madhouse est diffusée du 7 juillet 2014 au 22 septembre 2014 sur TV Tokyo au Japon et en simulcast sur Crunchyroll dans les pays francophones. Le manga a eu droit à une adaptation en jeu vidéo avec Hanayamata: Yosakoi Live! sorti le 13 novembre 2014 sur PlayStation Vita. Le titre de la série est un mot-valise (combinaison) des deux premières lettres des prénoms des filles.

## Synopsis
Naru Sekiya, 14 ans, est une fille ordinaire qui aime les contes de fées, mais qui est préoccupée par son manque d'autres intérêts. Elle fait la rencontre d'une fille passionnée de danse. Sur un coup de tête, Naru demande de se joindre à elle et est introduite dans le monde du Yosakoi, une danse japonaise. 

## Personnages

### Club de Yosakoi
Naru Sekiya (関谷 なる, Sekiya Naru)
Voix japonaise : Reina Ueda
Hana N. Fontainestand (ハナ・N・フォンテーンスタンド, Hana Enu Fontēnsutando)
Voix japonaise : Minami Tanaka
Yaya Sasame (笹目 ヤヤ, Sasame Yaya)
Voix japonaise : Kaya Okuno
Tami Nishimikado (西御門 多美, Nishimikado Tami)
Voix japonaise : Yuka Ōtsubo
Machi Tokiwa (常盤 真智, Tokiwa Machi)
Voix japonaise : Manami Numakura
Sally Tokiwa (常盤 沙里, Tokiwa Sari)
Voix japonaise : Megumi Toyoguchi
Ran Fueda (笛田 蘭, Fueda Ran)
Wako Jūnisho (十二所 わ子, Jūnisho Wako)

### Need Cool Quality
Sachiko Yamanoshita (山ノ下 祥子, Yamanoshita Sachiko)
Voix japonaise : Yūki Wakai
Yuika Komachi (小町 結香, Komachi Yuika)
Voix japonaise : Maika Takai
Arisa Kajiwara (梶原 亜里沙子, Kajiwara Arisa)
Voix japonaise : Ayano Yamamoto

### Autres Personnages
Masaru Ōfuna (大船 勝, Ōfuna Masaru)
Voix japonaise : Tsuyoshi Koyama

## Manga
| no | Japonais          | Japonais          | Français        | Français          |
| no | Date de sortie    | ISBN              | Date de sortie  | ISBN              |
| -- | ----------------- | ----------------- | --------------- | ----------------- |
| 1  | 12 décembre 2011  | 978-4-8322-4089-6 | 21 août 2013    | 978-2-81892-460-0 |
| 2  | 12 juillet 2012   | 978-4-8322-4167-1 | 2 octobre 2013  | 978-2-81892-498-3 |
| 3  | 12 avril 2013     | 978-4-8322-4285-2 | 4 décembre 2013 | 978-2-81892-545-4 |
| 4  | 10 janvier 2014   | 978-4-8322-4392-7 | 20 août 2014    | 978-2-81893-116-5 |
| 5  | 11 juillet 2014   | 978-4-8322-4461-0 | 4 février 2015  | 978-2-81893-264-3 |
| 6  | 12 septembre 2014 | 978-4-8322-4478-8 | 19 août 2015    | 978-2-81893-406-7 |
| 7  | 11 août 2015      | 978-4-8322-4602-7 | 6 avril 2016    | 978-2-81893-581-1 |
| 8  | 10 août 2016      | 978-4-8322-4731-4 | 23 août 2017    | 978-2-81894-272-7 |
| 9  | 12 juin 2017      | 978-4-8322-4841-0 | 31 octobre 2018 | 978-2-81894-715-9 |
| 10 | 12 avril 2018     |                   | 3 avril 2019    |                   |

## Anime

### Liste des épisodes
| No | Titre français                          | Titre japonais             | Titre japonais       | Date de 1re diffusion |
| No | Titre français                          | Kanji                      | Rōmaji               | Date de 1re diffusion |
| -- | --------------------------------------- | -------------------------- | -------------------- | --------------------- |
| 01 | 1er mouvement: Shall We Dance?          | シャル・ウィ・ダンス？     | Sharu Wi Dansu?      | 7 juillet 2014        |
| 02 | 2e mouvement: Jealousy Rose             | ジェラシー・ローズ         | Jerashī Rōzu         | 14 juillet 2014       |
| 03 | 3e mouvement: Girls Style               | ガールズ・スタイル         | Gāruzu Sutairu       | 21 juillet 2014       |
| 04 | 4e mouvement: Princess Princess         | プリンセス・プリンセス     | Purinsesu Purinsesu  | 28 juillet 2014       |
| 05 | 5e mouvement: First Step                | ファースト・ステップ       | Fāsuto Suteppu       | 4 août 2014           |
| 06 | 6e mouvement: Try, Try, Try             | トライ・トライ・トライ     | Torai Torai Torai    | 11 août 2014          |
| 07 | 7e mouvement: Girl Identity             | ガール・アイデンティティー | Gāru Aidentitī       | 18 août 2014          |
| 08 | 8e mouvement: Mission Event             | ミッション・イベント       | Misshon Ibento       | 25 août 2014          |
| 09 | 9e mouvement: Sister Complex            | シスター・コンプレックス   | Shisutā Konpurekkusu | 1er septembre 2014    |
| 10 | 10e mouvement: Camp aux sources chaudes | オンセン・ガッシュク       | Onsen Gasshuku       | 8 septembre 2014      |
| 11 | 11e mouvement: Smile is Flower          | スマイル・イズ・フラワー   | Sumairu izu Furawā   | 15 septembre 2014     |
| 12 | 12e mouvement: HaNaYaMaTa               | ハナヤマタ                 | HaNaYaMaTa           | 22 septembre 2014     |